# Paul Laxalt
Paul Dominique Laxalt, född 2 augusti 1922 i Reno, Nevada, död 6 augusti 2018 i McLean, Virginia, var en amerikansk republikansk politiker.
Laxalt föddes i Reno till baskiska föräldrar. Han tjänstgjorde i United States Army under andra världskriget. Han studerade i början av 1940-talet vid Santa Clara University. Efter kriget återupptog han sina studier. Han avlade 1949 juristexamen vid University of Denver. Han var distriktsåklagare för Ormsby County 1950-1954.
Laxalt var viceguvernör i Nevada 1963–1967 och därefter guvernör 1967–1971. Han kandiderade 1974 till USA:s senat och vann knappt mot demokraten Harry Reid. Han efterträdde Alan Bible i senaten. Laxalt var senator från Nevada 1974–1987. När han lämnade senaten, efterträddes han av Harry Reid som då lyckades bli invald.

## Privatliv
År 1946 gifte sig Laxalt med Jackalyn Ross. Paret fick fem döttrar och en son. Laxalt har också tolv barnbarn. Jackalyn och Paul skilde sig år 1972. 
Under 1970-talet, fick Laxalts dotter Michelle en son, Adam Laxalt, med Laxalts dåvarande kollega i senaten, Pete Domenici från New Mexico. Affären hölls hemlig fram till 2013. Adam valdes till justitieminister av Nevada år 2014.